# Mate Bekavac
Mate Bekavac, né le 14 mai 1977 à Ljubljana, est un clarinettiste slovène.

## Biographie
Après avoir commencé l'étude de la clarinette dans sa ville natale et à Maribor, avec les professeurs Franc Tržan et Darko Brlek, il a étudié à Graz avec Bela Kovács et à Salzbourg avec Alois Brandhofer, puis dans la prestigieuse Juilliard School de New York avec Charles Neidich, et enfin en perfectionnement au Conservatoire national supérieur de musique de Paris, avec Michel Arrignon. 
Il participe par la suite à plusieurs prix internationaux : le Mozarteum en 1992 et le Concours Eurovision des jeunes musiciens 1994 à Varsovie où il joue Solo de concours op. 10 de H. Rabasudil sans parvenir à se qualifier pour la finale, mais aussi d'autres à Vienne (1994), Lisbonne (1994), Séville (1995), et Belgrade (1997). 
Ses récompenses lui ont ouvert une carrière internationale, qui l'a vu jouer en tant que solistes avec de grands orchestres et des chefs tels que Kurt Masur, Zubin Mehta, Charles Mackerras et Christopher Hogwood. Il est cependant surtout un interprète de musique de chambre, et joue fréquemment en trio avec Sanja Bizjak et Maja Bogdanovic. Mate Bekavac est également compositeur.